# Adolfo Samuel Acosta
Adolfo Samuel Acosta Rodríguez (Las Palmas de Gran Canaria, 19 de mayo de 1981) es un deportista español que compitió en fútbol 5 adaptado. Ganó dos medallas de bronce en los Juegos Paralímpicos de Verano en los años 2004 y 2012.

## Palmarés internacional
| Juegos Paralímpicos | Juegos Paralímpicos   | Juegos Paralímpicos | Juegos Paralímpicos |
| Año                 | Lugar                 | Medalla             | Competición         |
| ------------------- | --------------------- | ------------------- | ------------------- |
| 2004                | Atenas (Grecia)       | Medalla de bronce   | Torneo masculino    |
| 2012                | Londres (Reino Unido) | Medalla de bronce   | Torneo masculino    |